# 皇家客運
皇家客運有限公司（英語：Royal Bus），簡稱皇家客運，是臺灣北部的客運公司，成立於1997年，初期主要業務範圍涵蓋旅遊、學校校外教學、畢業旅行、各機關團體相關業務、機場接送服務等各項租車業務，目前也經營市區公路客運，總部位於新北市金山區中山路。主要的客運路線是1717路市區公路客運，由台北車站經陽金公路至金山，其在市區的部份是有固定站牌，行駛在山區路段時允許乘客隨招隨停。

## 簡介
- 2023年1月20日，皇家客運與福和客運正式接駛9026路線，並調整為9026與9026A兩種營運方式。
- 2023年11月9日，9026路線由首都客運、大都會客運、統聯客運、泰樂客運和龍貓運通代駛。
- 2024年1月1日起，9026路線由泰樂客運主駛，9026及9026A路線晚上時段由統聯客運代駛、9026B路線由首都客運、大都會客運、統聯客運代駛、9026C路線由龍貓運通代駛。
- 2024年2月15日起，9026、9026A、9026B、9026C路線均由統聯客運、泰樂客運和龍貓運通聯合行駛。

## 營運路線

### 市區公路客運
| 路線 | 營運區間       | 行經                                                                     | 備註       |
| ---- | -------------- | ------------------------------------------------------------------------ | ---------- |
| 1717 | 臺北車站－金山 | 行政院、臺北市立美術館、捷運劍潭站、捷運士林站、陽明山、文化大學、竹子湖 | 無障礙公車 |

## 使用車輛
皇家客運於2011年12月汰舊部份車輛、採購宇通低地板公車與舊車交叉發車，2012年12月則購入三陽金龍乙類大客車，2025年1月、2025年4月採購豐田Coaster中巴。

## 關係企業
- 金海岸通運有限公司（車輛支援）
- 皇嘉遊覽車客運股份有限公司（共用場站）

## 外部連結
- 皇家客運 （页面存档备份，存于）